# 波拉萨巴朗县
波拉萨巴朗县，一译巴萨巴朗县，是柬埔寨磅同省下辖的一个县。
据1998年人口普查，此县共有40,516人。